# Jorge Humberto Chávez
Jorge Humberto Chávez (Ciudad Juárez, México; 1959) es un poeta y escritor mexicano. En el año 2013 ganó el Premio Bellas Artes de Poesía Aguascalientes con su obra Te diría que fuéramos al río Bravo a llorar pero debes saber que ya no hay río ni llanto.

## Estudios y Carrera profesional
Estudió ciencias sociales en la Normal superior del Estado de Chihuahua y Filosofía en la Universidad Autónoma de Ciudad Juárez. Se integró en 1980 al Taller Literario del Museo de Arte del INBA en Ciudad Juárez, mismo que coordinó de 1988 a 1999. Fue catedrático en la Escuela Normal Superior de Chihuahua, en la Universidad Autónoma de Chihuahua y en la Universidad Autónoma de Ciudad Juárez. Fue Jefe de la Representación del Instituto Chihuahuense de la Cultura en Ciudad Juárez y fundador del Encuentro Nacional de Escritores de Tierra Adentro, del Festival Internacional Chihuahua y del Encuentro Internacional de Escritores Literatura en el Bravo. Poeta. Actualmente es coordinador de literatura del Instituto Potosino de Bellas Artes y curador del Festival Internacional Letras en San Luis. Desde 2014 es miembro del Sistema Nacional de Creadores de Arte.

## Obras
- De 5 a 7 p. m.(1981)
- La otra cara del vidrio (1984)
- Nunca será la medianoche(1987)
- La Lluvia desde el puente, (1991)
- El libro de los poemas (1996)
- Bar Papillón (1999 y 2001)
- The city and the endless journey (La ciudad y el viaje interminable. Antología personal, edición en inglés y español, 1980-2000 (USA,2003).
- Bar Papillón y el poema triste/Bar Papillon et le poéme triste, Québec, (edición en francés y español, 2004)
- Cuaderno de Barcelona (2009)
- Ángel (2009)
- Angelo (Italia,2011)
- Te diría que fuéramos al río Bravo a llorar pero debes saber que ya no hay río ni llanto (2013)

## Premios
- Premio Nacional de Poesía Colima, 1981. Jurados: Alí Chumacero, Víctor Sandoval, Carlos Montemayor, Juan Bañuelos Y Jaime Labastida.
- Premio Nacional de Literatura Salvador Gallardo Dávalos, 1982. Jurados: Desiderio Macías Silva y Salvador Gallardo Topete.
- Premio Bellas Artes de Poesía Aguascalientes, 2013. Jurados: Hugo Gutiérrez Vega, Nelson Simón y Efraín Bartolomé.